# Mühlensee (Schwennenz)
Der Mühlensee ist ein See bei Schwennenz im Landkreis Vorpommern-Greifswald in Mecklenburg-Vorpommern.
Das etwa 1,5 Hektar große Gewässer befindet sich im Gemeindegebiet von Grambow, 1,5 Kilometer südlich vom Ortszentrum in Schwennenz entfernt. Dem See wird über südlich verlaufende Grabensysteme Wasser zugeführt zudem bildet ein nördlicher Graben einen Abfluss zum Hoffsee. Die maximale Ausdehnung des Mühlensees beträgt etwa 190 mal 120 Meter. Der See ist zudem als ein Angelgewässer ausgeschrieben und beherbergt Rotauge, Brachse, Hecht, Karausche, Schleie, Aal und Karpfen.